# Ерік Брюер
Ерік Чарлз Брюер (англ. Eric Charles Brewer; 17 квітня 1979, Вернон, Британська Колумбія, Канада) — канадський хокеїст, захисник.

## Ігрова кар'єра
Хокеєм розпочав займатись ще в раньому дитинстві. Згодом виступав у аматорській лізі Британської Колумбії.
У 1994 обраний юніорською командою «Принс-Джордж Кугарс» (ЗХЛ).
1997 року був обраний на драфті НХЛ під 5-м загальним номером командою «Нью-Йорк Айлендерс». Дебютував у НХЛ 10 жовтня 1998 у матчі проти «Піттсбург Пінгвінс», а 5 листопада відзначився першою шайбою пробивши воротаря «Кароліна Гаррікейнс» Тревора Кідда. Половина наступного сезону 1999–2000 Ерік провіва у складі фарм-клубу «Лоуелл-Лок Монстерс» (АХЛ).
Перед сезоном 2000–01 Брюер потрапив під обмін між клубами «Айлендерс» та «Едмонтон Ойлерс», де він і опинився. Першим голом за «нафтовиків» відзначився у грі проти «Нью-Йорк Рейнджерс». Цього сезону канадець дебютував і в плей-оф у серії проти «Даллас Старс».
У серпні 2001 «Ойлерс» переуклав контракт з Еріком на один рік.
У вересні 2002 Брюер уклав дворічний контракт з «Ойлерс». У сезоні 2002–03 Ерік відіграв у матчі всіх зірок НХЛ.
У матчі Зимової класики НХЛ 22 листопада 2003 в Едмонтоні, що відбувся між командами «Едмонтон Ойлерс» та «Монреаль Канадієнс» Ерік відзначився закинутою шайбою, а його клуб програв 3–4.
4 серпня 2004 Брюер уклав новий контракт з «нафтовиками» але через локаут сезон не відбувся.
У серпні 2005 Брюер потрапив під черговий обмін цього разу з клубом «Сент-Луїс Блюз». 15 серпня Ерік уклав з «блюзменами» однорічний контракт. Незважаючи на невдалий сезон лише 9 очок сторони продовжили окнтракт ще на один рік.
У другому сезоні Ерік до грудня місяця за системою +/- мав -11. Після зміни головного тренера «блюзменів» захисник змінив показники з -11 на +2.
17 лютого 2008 Брюер встановиви власний рекорд чотири результативні передачі у грі проти «Колумбус Блю-Джекетс».
18 лютого 2011 Брюера обміняли до клубу «Тампа-Бей Лайтнінг».
28 листопада 2014 Еріка обміняли до клубу «Анагайм Дакс».
2 березня 2015 Брюера обміняли на гравця «Торонто Мейпл-Ліфс» Корбініана Гольцера. 21 березня 2015 канадець зіграв свій 1000-й матч у НХЛ в програшній грі 3–5 проти «Оттава Сенаторс».
Загалом провів 1043 матчі в НХЛ, включаючи 34 гри плей-оф Кубка Стенлі.

## На рівні збірних
У складі молодіжної збірної Канади учасник чемпіонату світу 1998. 
Виступав за національну збірну Канади. У складі збірної Канади учасник зимових Олімпійських ігор 2002, учасник чемпіонатів світу 2001, 2002, 2003, 2004, 2007, учасник Кубка світу 2004.  

## Досягнення
- Олімпійський чемпіон — 2002.
- Чемпіон світу — 2003, 2004, 2007.
- Володар Кубка світу — 2004.
- Учасник матчу всіх зірок НХЛ — 2003.

## Статистика

### Клубні виступи
| Сезон        | Клуб                  | Ліга         | Регулярний сезон | Регулярний сезон | Регулярний сезон | Регулярний сезон | Регулярний сезон | Плей-оф | Плей-оф | Плей-оф | Плей-оф | Плей-оф |
| Сезон        | Клуб                  | Ліга         | І                | Г                | П                | О                | ШХ               | І       | Г       | П       | О       | ШХ      |
| ------------ | --------------------- | ------------ | ---------------- | ---------------- | ---------------- | ---------------- | ---------------- | ------- | ------- | ------- | ------- | ------- |
| 1995–96      | «Принс-Джордж Кугарс» | ЗХЛ          | 63               | 4                | 10               | 14               | 25               | —       | —       | —       | —       | —       |
| 1996–97      | «Принс-Джордж Кугарс» | ЗХЛ          | 71               | 5                | 24               | 29               | 81               | 15      | 2       | 4       | 6       | 16      |
| 1997–98      | «Принс-Джордж Кугарс» | ЗХЛ          | 34               | 5                | 28               | 33               | 45               | 11      | 4       | 2       | 6       | 19      |
| 1998–99      | «Нью-Йорк Айлендерс»  | НХЛ          | 63               | 5                | 6                | 11               | 32               | —       | —       | —       | —       | —       |
| 1999–00      | «Лоуелл-Лок Монстерс» | АХЛ          | 25               | 2                | 2                | 4                | 26               | 7       | 0       | 0       | 0       | 0       |
| 1999–00      | «Нью-Йорк Айлендерс»  | НХЛ          | 26               | 0                | 2                | 2                | 20               | —       | —       | —       | —       | —       |
| 2000–01      | «Едмонтон Ойлерс»     | НХЛ          | 77               | 7                | 14               | 21               | 53               | 6       | 1       | 5       | 6       | 2       |
| 2001–02      | «Едмонтон Ойлерс»     | НХЛ          | 81               | 7                | 18               | 25               | 45               | —       | —       | —       | —       | —       |
| 2002–03      | «Едмонтон Ойлерс»     | НХЛ          | 80               | 8                | 21               | 29               | 45               | 6       | 1       | 3       | 4       | 6       |
| 2003–04      | «Едмонтон Ойлерс»     | НХЛ          | 77               | 7                | 18               | 25               | 67               | —       | —       | —       | —       | —       |
| 2005–06      | «Сент-Луїс Блюз»      | НХЛ          | 32               | 6                | 3                | 9                | 45               | —       | —       | —       | —       | —       |
| 2006–07      | «Сент-Луїс Блюз»      | НХЛ          | 82               | 6                | 23               | 29               | 69               | —       | —       | —       | —       | —       |
| 2007–08      | «Сент-Луїс Блюз»      | НХЛ          | 77               | 1                | 21               | 22               | 91               | —       | —       | —       | —       | —       |
| 2008–09      | «Сент-Луїс Блюз»      | НХЛ          | 28               | 1                | 5                | 6                | 24               | —       | —       | —       | —       | —       |
| 2009–10      | «Сент-Луїс Блюз»      | НХЛ          | 59               | 8                | 7                | 15               | 46               | —       | —       | —       | —       | —       |
| 2010–11      | «Сент-Луїс Блюз»      | НХЛ          | 54               | 8                | 6                | 14               | 57               | —       | —       | —       | —       | —       |
| 2010–11      | «Тампа-Бей Лайтнінг»  | НХЛ          | 22               | 1                | 1                | 2                | 24               | 18      | 1       | 6       | 7       | 14      |
| 2011–12      | «Тампа-Бей Лайтнінг»  | НХЛ          | 82               | 1                | 20               | 21               | 49               | —       | —       | —       | —       | —       |
| 2012–13      | «Тампа-Бей Лайтнінг»  | НХЛ          | 48               | 4                | 8                | 12               | 30               | —       | —       | —       | —       | —       |
| 2013–14      | «Тампа-Бей Лайтнінг»  | НХЛ          | 77               | 4                | 13               | 17               | 59               | 4       | 0       | 0       | 0       | 0       |
| 2014–15      | «Тампа-Бей Лайтнінг»  | НХЛ          | 17               | 0                | 4                | 4                | 18               | —       | —       | —       | —       | —       |
| 2014–15      | «Анагайм Дакс»        | НХЛ          | 9                | 1                | 1                | 2                | 6                | —       | —       | —       | —       | —       |
| 2014–15      | «Торонто Мейпл-Ліфс»  | НХЛ          | 18               | 2                | 3                | 5                | 12               | —       | —       | —       | —       | —       |
| Усього в НХЛ | Усього в НХЛ          | Усього в НХЛ | 1,009            | 77               | 194              | 271              | 792              | 34      | 3       | 14      | 17      | 22      |

### Збірна
| Рік   | Команда    | Турнір | Місце | І  | Г | П  | О  | ШХ |
| ----- | ---------- | ------ | ----- | -- | - | -- | -- | -- |
| 1998  | Канада U20 | МЧС    | 8-е   | 7  | 0 | 2  | 2  | 8  |
| 2001  | Канада     | ЧС     | 5-е   | 7  | 0 | 2  | 2  | 6  |
| 2002  | Канада     | ОІ     | 1     | 6  | 2 | 0  | 2  | 0  |
| 2002  | Канада     | ЧС     | 6-е   | 7  | 2 | 3  | 5  | 4  |
| 2003  | Канада     | ЧС     | 1     | 9  | 1 | 2  | 3  | 8  |
| 2004  | Канада     | ЧС     | 1     | 9  | 1 | 1  | 2  | 6  |
| 2004  | Канада     | КС     | 1     | 6  | 1 | 3  | 4  | 6  |
| 2007  | Канада     | ЧС     | 1     | 9  | 1 | 3  | 4  | 6  |
| Разом | Разом      | Разом  | Разом | 60 | 8 | 16 | 24 | 44 |